# Planeta podwójna

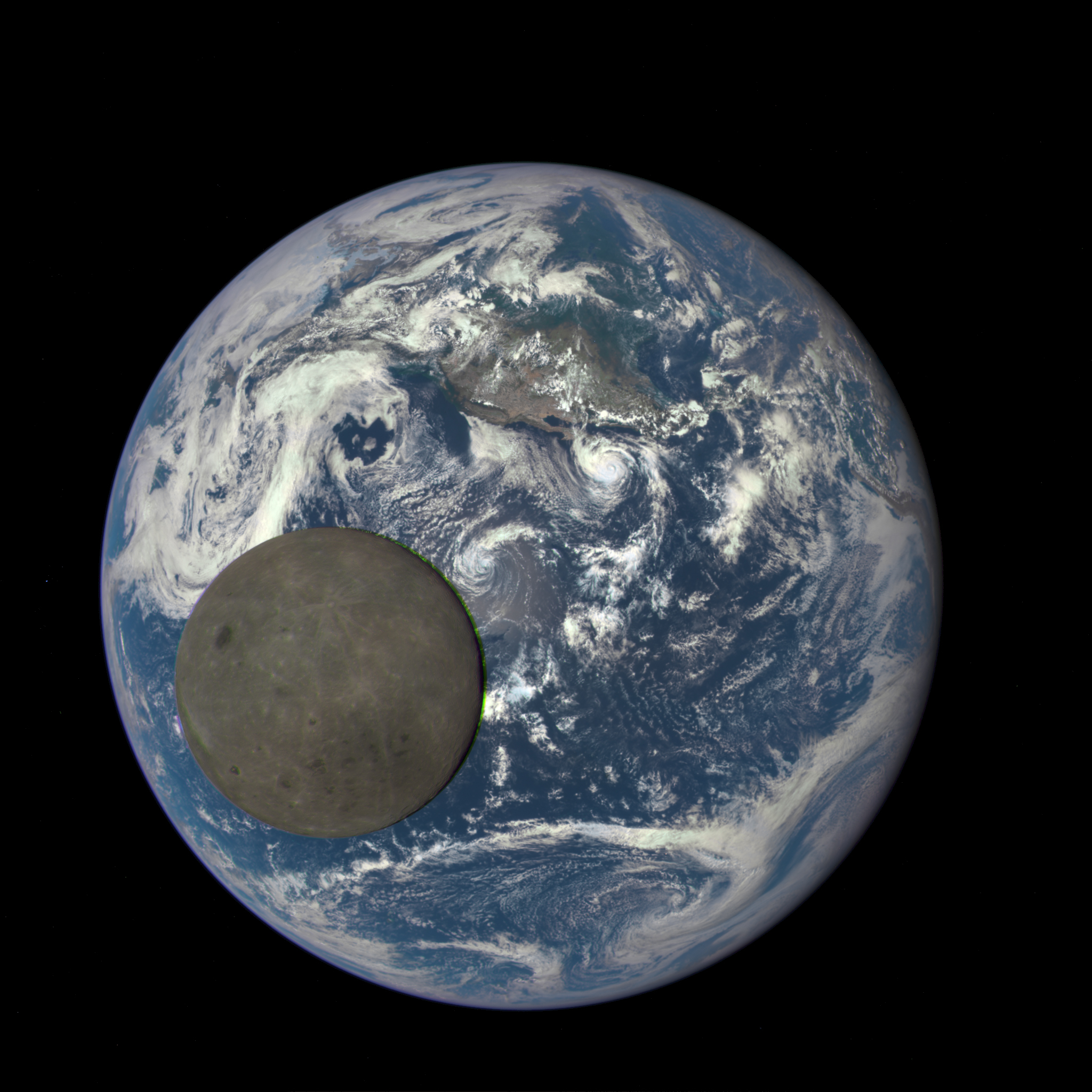
Ziemia i Księżyc widziane z kosmosu przez sondę DSCOVR

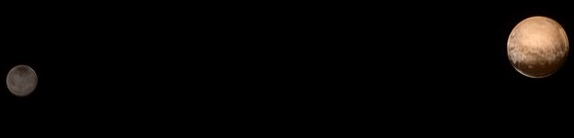
Charon i Pluton sfotografowane przez sondę New Horizons

Planeta podwójna – nieoficjalne i niezdefiniowane przez Międzynarodową Unię Astronomiczną (IAU) określenie na układ podwójny składający się z dwóch obiektów o masie planetarnej – planet lub planet karłowatych. Europejska Agencja Kosmiczna nieoficjalnie określa układ Ziemia-Księżyc jako „planetę podwójną”. W czasie spotkania IAU w 2006 rozważano sklasyfikowanie układu Plutona i Charona jako „planety podwójnej”, ale pomysł ten został porzucony zanim jeszcze doszło do głosowania nad nim.

## Definicja
Dotychczas nie powstała jeszcze żadna oficjalna i przyjęta definicja planety podwójnej i jaka jest granica pomiędzy planetą podwójną a układem składającym się z planety (czy planety karłowatej) i dużego, naturalnego księżyca.
W Układzie Słonecznym istnieją tylko dwa układy, w których przypadku rozważana była ich definicja jako planety podwójnej, są nimi układy Ziemia–Księżyc oraz Pluton–Charon. W przypadku innych naturalnych satelitów ich masy wynoszą mniej niż 0,00025 mas obieganych przez nich planet czy planet karłowatych, w przypadku Ziemi i Księżyca stosunek ten wynosi 0,01230, a w przypadku Plutona i Charona – 0,117.